# Ла-Тринидад-Тенехьекак
Ла-Тринидад-Тенехьекак (исп. La Trinidad Tenexyecac) — населённый пункт в Мексике, входит в штат Тласкала. Население 2755 человек.